# Lucky Hank
Lucky Hank är en amerikansk drama- och komediserie från 2023. Serien som är utvecklad av Paul Lieberstein och Aaron Zelman är baserad på romanen Straight Man av Richard Russo utgiven år 1997. Bob Odenkirk ses i seriens huvudroll och hade premiär den 19 mars 2023 på AMC. Första säsongen består av åtta avsnitt. Serien kommer att visas på Viaplay med start den 20 juni 2023.

## Handling
Serien kretsar kring Professor Hank Devereaux som är institutionsföreståndare vid underfinansierade Railton College på Pennsylvanias landsbygd. Han befinner sig i en medelålderskris och serien handlar om hur han hanterar kaoset i såväl det personliga som det yrkesmässiga livet.

## Rollista (i urval)
- Bob Odenkirk - William Henry "Hank" Devereaux, Jr.
- Mireille Enos - Lily Devereaux
- Cedric Yarbrough - Paul Rourke
- Diedrich Bader - Tony Conigula
- Olivia Scott Welch - Julie Devereaux
- Sara Amini - Meg Quigley
- Suzanne Cryer - Gracie DuBois
- Nancy Robertson - Billie Quigley
- Arthur Keng - Teddy Washington-Chen
- Daniel Doheny - Russell
- Oscar Nuñez - rektor Jacob Rose
- Anne Gee Byrd - Laurel Devereaux
- Glynis Davies - Leslie
- Brian Huskey - George Saunders
- Kyle MacLachlan - Dickie Pope
- Chris Gethard - Jeffrey Epstein
- Chris Diamantopoulos - Tom Loring
- Jennifer Spence - Ashley
- Tom Bower - Henry Devereaux Sr.